# Coupe de Tunisie masculine de handball 2017-2018
 (juin 2021).
Si vous disposez d'ouvrages ou d'articles de référence ou si vous connaissez des sites web de qualité traitant du thème abordé ici, merci de compléter l'article en donnant les références utiles à sa vérifiabilité et en les liant à la section « Notes et références ».
Navigation
Coupe de Tunisie 2016-2017 Coupe de Tunisie 2018-2019
La coupe de Tunisie 2017-2018 est la 62e édition de la Coupe de Tunisie masculine de handball, compétition à élimination directe mettant aux prises des clubs de handball amateurs et professionnels affiliés à la Fédération tunisienne de handball.
Le tenant du titre, l'Étoile sportive du Sahel, est battue en finale par l'Espérance sportive de Tunis qui remporte sa 26e coupe de Tunisie.

## Résultats

### Huitièmes de finale
Les matchs sont disputés le 10 février 2018 :
| Équipe à domicile               | Équipe à l'extérieur         | Score |
| ------------------------------- | ---------------------------- | ----- |
| El Makarem de Mahdia            | Espérance sportive de Tunis  | 27-29 |
| Club de handball de Jemmal      | Club africain                | 14-19 |
| Club sportif de Sakiet Ezzit    | Étoile sportive du Sahel     | 26-31 |
| Sporting Club de Moknine        | Aigle sportif de Téboulba    | 20-28 |
| Association sportive d'Hammamet | Croissant sportif de M'saken | 27-23 |
| El Baath sportif de Béni Khiar  | Club sportif de Hiboun       | 25-23 |
| Jeunesse sportive kairouanaise  | Union sportive témimienne    | 30-32 |
| Jendouba Sports                 | El Menzah Sport              | 33-31 |

### Quarts de finale
| ! Équipe à domicile         | Équipe à l'extérieur           | Score           |
| --------------------------- | ------------------------------ | --------------- |
| Jendouba Sports             | Union sportive témimienne      | 27-25ap         |
| AS Hammamet                 | Club africain                  | 35-35a2p 5-4tab |
| Espérance sportive de Tunis | El Baath sportif de Béni Khiar | 36-18           |
| Aigle sportif de Téboulba   | Étoile sportive du Sahel       | 17-22           |

### Demi-finales
| Équipe à domicile           | Équipe à l'extérieur            | Score |
| --------------------------- | ------------------------------- | ----- |
| Espérance sportive de Tunis | Jendouba Sports                 | 35-21 |
| Étoile sportive du Sahel    | Association sportive d'Hammamet | 32-26 |

### Finale
| Équipe à domicile           | Équipe à l'extérieur     | Score |
| --------------------------- | ------------------------ | ----- |
| Espérance sportive de Tunis | Étoile sportive du Sahel | 28-27 |